# IMAX
IMAX, acrónimo en inglés de Image MAXimum (imagen máxima), es un sistema propietario de proyección cinematográfica creado por la compañía canadiense IMAX Corporation que incluye cámaras de alta resolución, proyectores y salas de cine con pantallas enormes con relación de aspecto 1.43:1 o 1.90:1 y asientos inclinados en forma de estadio. Sus fundadores, Graeme Ferguson, Roman Kroitor, Robert Kerr y William C. Shaw, desarrollaron los estándares de proyección en la década de 1960 y 1970 en Canadá.
El formato original de IMAX, llamado IMAX GT, utiliza pantallas de 18 por 24 metros y proyecta la película horizontalmente para lograr una imagen más ancha que el ancho de la película. Sin embargo, debido a los altos costos, se introdujeron sistemas más económicos, como el IMAX SR y MPX, que permitieron su uso en cines multiplex existentes, aunque con algunas limitaciones de calidad.
Con el tiempo, se introdujeron tecnologías digitales como el IMAX Digital 2K y el IMAX con Láser 4K, que ofrecieron más opciones de proyección y permitieron actualizar cines ya existentes. Aunque estas tecnologías son más accesibles, el formato original 15/70 de IMAX sigue siendo único y utilizado en cines especialmente diseñados y cúpulas de proyección.               

## Historia

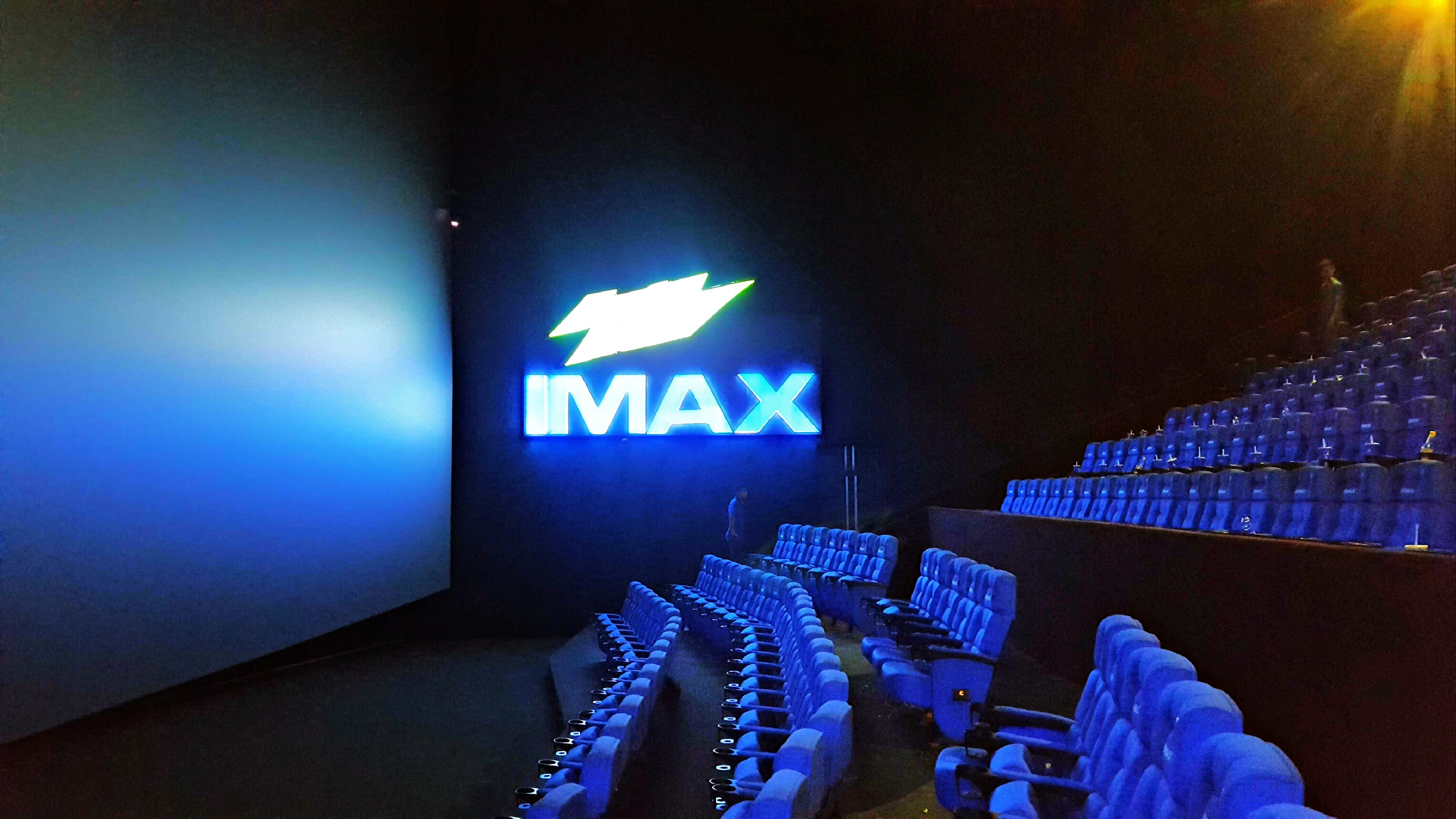
Ejemplo de un cine IMAX en Pakistán.

El deseo de aumentar el impacto visual de una película tiene una larga historia. En 1929, Fox introdujo Fox Grandeur, el cual fue el primer formato de 70mm, pero rápidamente quedó en desuso. En 1950, el potencial de la película de 35mm para proporcionar imágenes proyectadas más amplias fue explorado en los procesos del Cinemascope (1953) y VistaVision (1954), siguiendo a sistemas multi-proyectores como el Cinerama (1952). Aunque era un avance impresionante, instalar el Cine-rama era una tarea difícil.
Durante la Expo 67 en Montreal se usaron diferentes multi-proyectores y sistemas multi-pantallas. Las dificultades técnicas con las que se encontraron dieron como resultado la unión de un grupo de aficionados al cine y empresarios en una compañía llamada «Multiscreen», que tenía como objetivo encontrar un enfoque más simple. Gracias a esta unión crearon un nuevo formato basado en un único y potente proyector. Quedó claro que una imagen en una pantalla de mayores dimensiones tenía más impacto que diferentes pantallas más pequeñas y que utilizar esta pantalla era un proyecto más viable. Por ello, Multiscreen cambió su nombre a IMAX.
Tiger Child fue la primera película de IMAX y fue expuesta en la Expo 70 en Japón. La primera instalación de IMAX que era permanente fue construida en el Cinesphere Theatre en Toronto. La primera película reproducida en esta instalación fue North of Superior. 

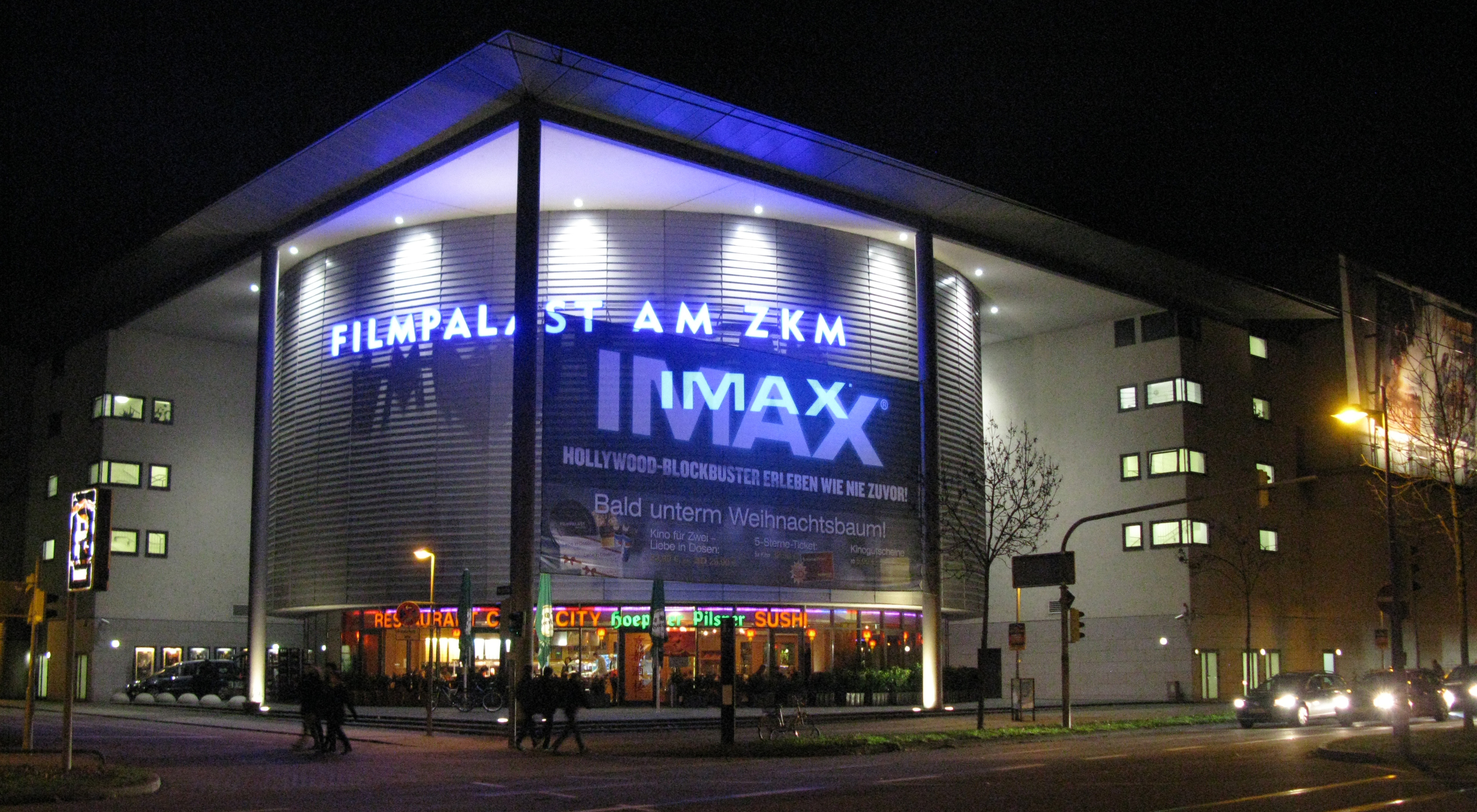
Sala IMAX en Karlsruhe, Alemania.

Durante la Expo 74 en Washington se instaló una pantalla IMAX que media 27m x 20m. Fue el primer teatro IMAX que no estaba asociado con ninguna marca de salas de cine. Unos cinco millones de visitantes vieron la pantalla, que cubría la mayor parte del campo de visión del espectador cuando la miraban directamente desde enfrente. Esto creaba una sensación de movimiento en la mayoría de los espectadores. Esta instalación fue demolida para crear un estacionamiento. Otro teatro IMAX 3D fue construido en Spokane, no demasiado lejos de donde estaba el original. Sin embargo, el tamaño de la pantalla era menos de la mitad.
La primera instalación permanente de IMAX fue en Balboa Park, en San Diego, en 1973. El primer teatro IMAX 3D fue construido en Vancouver y estuvo en uso hasta el 30 de septiembre de 2009. 
En 2008, IMAX extendió su marca a teatros tradicionales con la introducción del IMAX Digital, un sistema más económico que usa dos proyectores 2K para proyectar en una pantalla 1,89:1. Esta opción más barata ayudó a IMAX a crecer de las 299 pantallas en 2007 en todo el mundo a más de 1000 pantallas al final de 2015. En junio de 2016 había 1.102 teatros IMAX localizado en 69 países diferentes.

## Aspectos técnicos

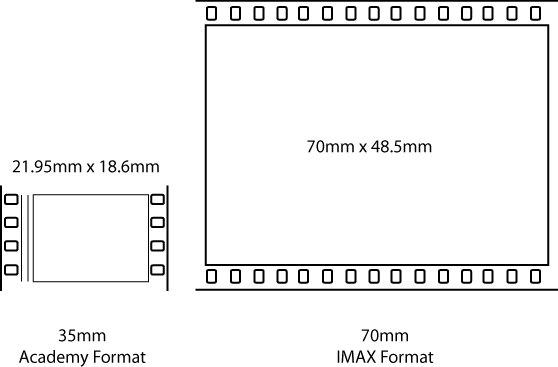
Comparación entre el negativo 4/35 mm y 15/70 mm

La cámara utiliza 15 perforaciones por 70 mm, lo cual es diez veces mayor que el formato convencional de 4 perforaciones de 35 mm, y tres veces más grande que la película normal en formato de 70 mm. El tamaño del fotograma 15/70 (15 agujeros de piñón por cuadro) combinado con el sistema de proyección genera la imagen. El sistema de arrastre es horizontal y el sistema de sonido es independiente.
Un rollo de película IMAX de 45 minutos de duración tiene un peso de 140 kg y una longitud de 4.680 metros. Por este motivo, a diferencia de los proyectores tradicionales donde se proyecta verticalmente la película, IMAX lo hace con una técnica llamada Rolling Loop de manera horizontal.
Las películas generalmente se filman en formato 4:3 a 35 mm y un sistema llamado Cinemascope comprime las imágenes a los lados hasta 2,5 veces, esto fue un gran salto económico en 1953, porque permitía el doble de capacidad en los cines a la misma distancia. Con la llegada de los televisores en HD y el formato estándar 16:9 deja dos barras horizontales, perdiendo hasta el 20% de la imagen, es como mirar por una ranura. Por el momento IMAX es la única empresa licenciada para producir cámaras en Alta definición. Debido a los altos costos, algunos directores utilizan este tipo de cámaras solo en algunas escenas, por tal razón hay momentos que la película muestra la imagen completa, esto solo ocurre en el formato Blu-ray único capaz de reproducir en 1080p, en DVD se corta y utiliza solamente una parte de la imagen.

### IMAX 3D
Para crear la ilusión de profundidad tridimensional, el proceso de IMAX 3D utiliza dos lentes de la cámara para representar a los ojos derecho e izquierdo. Las dos lentes están separadas por una distancia interocular de 64 mm (2,5”), la distancia media entre los ojos de un ser humano. En la grabación en dos rollos de película por separado para los ojos derecho e izquierdo, y luego se proyecta de forma simultánea, los espectadores pueden ser engañados en ver una imagen en 3D en una pantalla de 2D; para mejorar la experiencia visual de movimiento hay vibración en los asientos. La cámara 3D puede llegar a pesar más de 113 kg.

### IMAX HD
IMAX en alta definición incluye 48 cuadros por segundo, en otros sistemas, incluyendo IMAX, es de 24. Esto ofrece una mayor sensación de realidad, lo cual puede dar esa sensación de «telenovela» y es criticada por varios cinéfilos por quitarle la esencia de cine. IMAX HD fue probado en 1992 en el Pabellón de Canadá de la Exposición Universal de Sevilla 92 con la película Momentum, pero los altos costos y el desgaste en los proyectores han evitado su expansión. En la década de 1990 los parques temáticos en Tailandia, Alemania y Las Vegas la utilizaron para simuladores de movimiento.

### IMAX VR

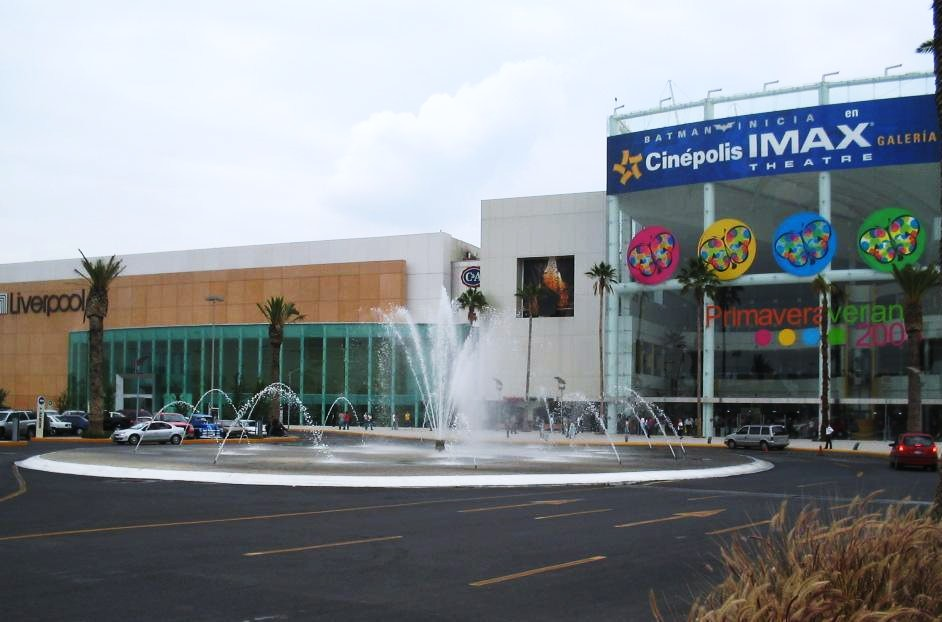
Vista de una publicidad de IMAX en plaza comercial de Guadalajara, Jalisco, México.

El año 2016 fue cuando la realidad virtual llegó al público, de la mano de las Oculus Rift. Estas, forman parte de la «realidad virtual de gama alta». Sin embargo, todavía hay una categoría más, que supera los productos que hay actualmente en el mercado. Es una tecnología que no está destinada a ser comercializada por el alto costo que tiene y la necesidad de tener un PC muy específico. Recibe el nombre de realidad virtual high-end. En esta tecnología es donde IMAX ha encontrado la opción de hacer negocio. IMAX está aliado con StarVR, responsables de fabricar el primer casco VR high-end. Esta empresa ha creado un casco gran angular, que permite tener una visión de 220 grados horizontal y 130 grados vertical, con dos pantallas de 5,5 pulgadas y una resolución de 5.120 x.1.440 píxeles, lo que se ha llamado realidad virtual 5k . IMAX ha firmado un acuerdo de colaboración con StarVR para que sean los proveedores de los cascos de realidad virtual en un proyecto de centros de realidad virtual, en el que se están añadiendo empresas encargadas de los ordenadores como: Acer o Starbreeze AB. El principal objetivo es proporcionar contenido exclusivo (de videojuegos y películas). Gran parte de este contenido estaría grabado con las cámaras JUMP de IMAX en colaboración con Google. Sin embargo, en 2018, Google y IMAX están dejando de lado sus proyectos conjuntos porque creen que el proyecto era demasiado ambicioso. El primer centro de realidad virtual se abrió en 2016 en Mánchester, también se querían abrir centros en China, Japón, Europa Occidental y Oriente Próximo. IMAX abrió 7 centros de IMAX VR, pero no tuvo el éxito esperado y han tenido que cerrar dos de ellos. Los cinco restantes, están funcionando pero tienen un futuro incierto. IMAX abrió un cine de realidad virtual en Los Ángeles. Tenía 14 espacios virtuales en los que se podían ver clips de entre 10 y 15 minutos de películas como Star Wars, John Wick o The Walk. El coste era de entre 7$ y 10$ por película.

### Cámaras certificadas IMAX
En septiembre de 2020, IMAX lanzó el programa «Filmado en IMAX», que certifica cámaras digitales de alta calidad que pueden ser utilizadas para crear películas en formato IMAX. A medida que el alcance de las cámaras certificadas se expande, será más fácil para los cineastas crear películas que cumplan con las necesidades de proyección de las pantallas gigantes IMAX.
| Cámaras certificadas IMAX    | Resolución |
| ---------------------------- | ---------- |
| Arri Alexa LF                | 4.5K       |
| Arri Alexa Mini LF           | 4.5K       |
| Blackmagic URSA Mini Pro 12K | 12K        |
| Canon EOS C70                | 4K         |
| Panavision Millennium DXL2   | 8K         |
| Red Komodo                   | 6K         |
| Red Ranger Monstro           | 8K         |
| Red V-Raptor                 | 8K         |
| Sony CineAlta Venice         | 8K         |
| Sony FX6                     | 4K         |
| Arri Alexa 65 IMAX           | 6.5K       |

## Salas de proyección
Las salas de proyección de IMAX se describen con un diseño clásico o un diseño «Multiplex». La construcción de las salas clásicas de producción de IMAX se diferencia significativamente de la de cines convencionales. La resolución aumentada permite que la audiencia esté mucho más cerca de la pantalla. Por lo general, todas las filas están dentro de la altura de una pantalla colocadas en la misma dirección, no obstante, en los teatros IMAX, las filas de asientos están colocadas en un ángulo pronunciado (hasta 30 ° en algunos teatros). De modo que la audiencia mira directamente a la pantalla.
Actualmente, la pantalla IMAX más grande del mundo se encuentra en Leonberg, cerca de Stuttgart, Alemania, y mide 38 por 22 m (125 por 72 pies). Cómo mención extra, la segunda sala IMAX más grande del mundo se encuentra en la Ciudad de Panamá, como una de las atracciones del Canal de Panamá, donde solo se proyecta un documental en 3D sobre la historia de canal narrado por Morgan Freeman.  

## Premios
En 1996, IMAX fue galardonado con el Óscar por logros científicos y técnicos por la Academia de Artes y Ciencias Cinematográficas. El premio citó las innovaciones de IMAX en la creación y desarrollo de un método de filmación y exhibición de películas de gran formato y gran angular.
Hasta hoy en día, diez películas en formato IMAX han recibido nominaciones a los Premios Óscar, con un ganador.
- The Eruption of Mount St. Helens!, Cortometraje documental de 1980

- Fires of Kuwait, Largometraje documental de 1992

- The Living Sea , Cortometraje documental de 1995

- Special Effects: Anything Can Happen, Cortometraje documental de 1996

- Cosmic Voyage, Cortometraje Documental de 1996

- Amazon, Cortometraje documental de 1997

- Alaska: Spirit of the Wild, Cortometraje documental de 1997

- More, Cortometraje de animación de 1998

- El viejo y el mar, Ganador Cortometraje de animación de 1999

- Dolphins, Cortometraje documental de 2000